# TSV Schlesien Haynau
TSV Schlesien Haynau was een Duitse sport- en voetbalclub uit Haynau, dat tegenwoordig het Poolse Chojnów is.

## Geschiedenis
In 1921 werd de voetbalafdeling van TV 1861 Hayna zelfstandig onder de naam SC Schlesien Haynau. In 1927 promoveerde de club naar de tweede divisie van de Neder-Silezische competitie. In 1929 werd de club kampioen en nam deel aan de eindronde om te promoveren met eersteklassers SC Jauer en SpVgg Blau-Weiß Züllichau. De club eindigde samen met Jauer eerste en speelde een beslissende wedstrijd, die ze verloren. Ook in 1930 werd de club kampioen en deze keer wonnen ze de eindronde wel, van eersteklasser Vgt. Sportfreunde Preußen Wohlau en promoveerde zo.
In het eerste seizoen eindigde de club samen met FC Blitz 03 Liegnitz op de derde plaats. Na een middelmatig seizoen in 1932 eindigde de club in 1933 samen met SC Jauer en VfB Liegnitz eerste. Er kwam een extra ronde om de kampioen te bepalen, waar de club derde werd. Na dit seizoen werd de Gauliga Schlesien ingevoerd als nieuwe hoogste klasse. Geen enkele club uit Neder-Silezië mocht hieraan deelnemen en de clubs gingen in de Bezirksliga spelen. De club speelde in 1934 de finale tegen TuSV Weißwasser en verloor deze. Omdat Weißwasser werd overgeheveld naar de Gauliga Berlin-Brandenburg mocht Haynau aan de eindronde ter promotie deelnemen met SpVgg Deichsel Hindenburg en Polizei SV Breslau. De club werd eerste en promoveerde. In de Gauliga kon de club wel winnen van de latere kampioen Vorwärts-RaSpo Gleiwitz, maar werd uiteindelijk laatste en degradeerde.
Het volgende seizoen speelde de club de titelfinale in de Bezirksliga, maar verloor die van MSV Cherusker Görlitz. In 1937 eindigde de club samen met VfB Liegnitz eerste, maar door een slechter doelsaldo mocht Liegnitz naar de finale. In 1938 fuseerde de club TV 1861 Haynau en werd zo TSV Schlesien 1861 Haynau. De club deed echter niet meer mee om de promotie. In 1943 eindigde de club voorlaatste, maar om oorlogsredenen werd de tweede divisie opgedoekt en mochten alle clubs, die nog verder speelden naar de Gauliga Niederschlesien. De club werd laatste in de groep Liegnitz en het laatste seizoen werd om oorlogsredenen niet afgemaakt.
Na het einde van de Tweede Wereldoorlog moest Duitsland Silezië afstaan aan Polen. De Duitsers werden verdreven en de naam van Haynau werd veranderd in Chojnów. Alle Duitse voetbalclubs in de streek werden ontbonden.